# Stefan Qviberg
Stefan Qviberg, född 24 juni 1949 i Stockholm, död 8 november 2018 i Västervik, var en svensk båtkonstruktör.
Stefan Qviberg är son till Marie-Anne och Arne Qviberg. Fadern var inköpare på General Motors Nordiska AB i Stockholm och modern ansvarig för bokföring och löner på Stiftelsen Sävstaholm.
Han var äldre bror till tvillingbröderna Mats Qviberg och Tomas Qviberg och växte upp i Stockholm.  Han utbildade sig till civilingenjör på skeppsbyggnadslinjen på Kungliga Tekniska högskolan i Stockholm. 
Han har konstruerat ett antal segelbåtsmodeller i Arcona-serien. Hans konstruktion Arcona 340 vann "European Yacht of the Year" 2009 i kategorin för större segelbåtar.